# Manhan Quanxi
Das Mandschu-Han-Bankett oder Manhan Quanxi (chinesisch 滿漢全席), auch bekannt als Qing-Han-Bankett, war eines der umfangreichsten Festessen der chinesischen Küche. Es bestand aus mindestens 108 einzigartigen Speisen der Qing-Dynastie, im Wesentlichen Gerichte aus den regionalen Küchen der Mandschu und der Han. Der Genuss von insgesamt sechs Banketten über einen Zeitraum von drei Tagen war nur den jeweiligen Herrschern vorbehalten. Die hierbei zur Schau gestellten Kochkünste beinhalteten sämtliche Zubereitungsmethoden des chinesischen Reiches.

## Das Bankett des Kaisers

### Zubereitung
Das Festessen wurde dergestalt zubereitet, dass es sechs Bankette über einen Zeitraum von drei Tagen umfasste, wobei 196 Hauptgerichte und 124 Zwischenmahlzeiten serviert wurden. Je nachdem, wie man die Kostproben zu den Gerichten zählte, wurden mindestens 108 Speisen gereicht. Das Bankett des namensstiftenden Kaisers wurde in zwei verschiedene Festessen aufgeteilt, ein Festessen außerhalb des Palastes und eines, das innerhalb des Palastes stattfand und nur der kaiserlichen Familie und den verdientesten Beamten gehalten wurde, dazu zählten auch Han-Chinesen, die den zweithöchsten Rang in der Beamtenhierarchie innehatten. Im Allgemeinen wurden die Mandschu-Gerichte zuerst verkostet, danach folgten die Han-Gerichte.

### Die Speisen
Überliefert sind „Zweiunddreißig Köstlichkeiten“, bestehend aus exotischen Zutaten. Die „Acht Köstlichkeiten der Berge“ beinhalteten beispielsweise Speisen wie Kamelhöcker, Bärenklauen, Affenhirn, Affenlippen, Nashornschwänze, Hirschsehnen oder den Fötus eines Leoparden. Die „Acht Köstlichkeiten des Festlands“ wiederum bestanden aus etlichen edlen Geflügelvarianten und Pilzen. Die „Acht Köstlichkeiten der See“ bestanden aus getrockneten Seegurken, Haifischflossen, Schwalbennest und weiteren Gerichten.
Eine Auswahl dieser außergewöhnlichen Speisen lautete:
- Verschneite Hand: Bärenklaue mit Stör
- Goldene Augen und Brennendes Hirn: in Hirn von Huhn, Ente und Kuckuck geschmortes Tofu
- Hirn von zum Zeitpunkt der Entnahme noch lebenden Affen
- Heiße Eitorte

### Küchenutensilien
Ein Großteil der Küchenutensilien bestand aus filigran gefertigter Bronze und aus bestem chinesischem Porzellan und war der Gestalt von verschiedenen Tieren nachempfunden. Die Utensilien hatten die Funktion, die Speisen während des Festmahls warm zu halten. 

## Geschichte

### Herkunft
Als die Mandschus, eine ethnische Minderheit Chinas, die Herrschaft über das Kaiserreich China erlangten und so die Qing-Dynastie gründeten, gab es viel Unmut und Unruhen zwischen den Mandschu und den mehrheitlichen Han-Chinesen. Kaiser Kangxi, zweiter Kaiser der Qing-Dynastie, wollte diesen Konflikten ein Ende bereiten. Er ließ anlässlich der Geburtstagsfeierlichkeiten zu seinem sechsundsechzigsten Lebensjahr ein Bankett veranstalten, das nicht nur Speisen aus den Kulturen sowohl der Mandschu als auch der Han enthalten sollte, sondern auch die Teilnahme von hochgestellten Beamten beider Seiten erforderte. Nach dem Wuchang-Aufstand erlangten auch Menschen aus niederen Ständen Kenntnis von diesem Bankett des Kaisers. Das Bankett in seiner Urform wurde in der Verbotenen Stadt von Peking veranstaltet.

### Kulturrevolution
Die Roten Garden verbrannten die meisten Bücher und sonstigen Aufzeichnungen zu dem Bankett während der Kulturrevolution. Dies führte zu einer großen Beschädigung des Rezepts und seiner Tradition. Dank der Erinnerungen von überlebenden Beamten aus der Qing-Dynastie konnte das Rezept zum großen Teil rekonstruiert werden, jedoch wird es in seiner Gänze niemals wiedererlangt werden können. Die gegenwärtigen Inhalte des Mandschu-Han-Banketts sind nur eine Sammlung der aufwendigeren Speisen und können daher nicht das Bankett in seiner ursprünglichen Gesamtheit abbilden.

### Gegenwart
In der heutigen Zeit wird der Ausdruck „Manhan Quanxi“ umgangssprachlich oft für ein opulentes, ausgedehntes Festessen verwendet. Auch bedienen sich Dinnergalas sowie Kochwettbewerbe dieses alten Namens, ohne einen konkreten Bezug zum geschichtlich-kulinarischen Hintergrund herzustellen. Außerdem wird der Name von verschiedenen Nahrungsmittelherstellern für Fertigsaucen und Instant-Nudelgerichte zweckentfremdet.
Sollte dieses Festmahl gemäß seiner ursprünglichen Zubereitungsanweisungen angeboten werden, so gehörte es zu den teuersten der chinesischen Küche.